# 교두

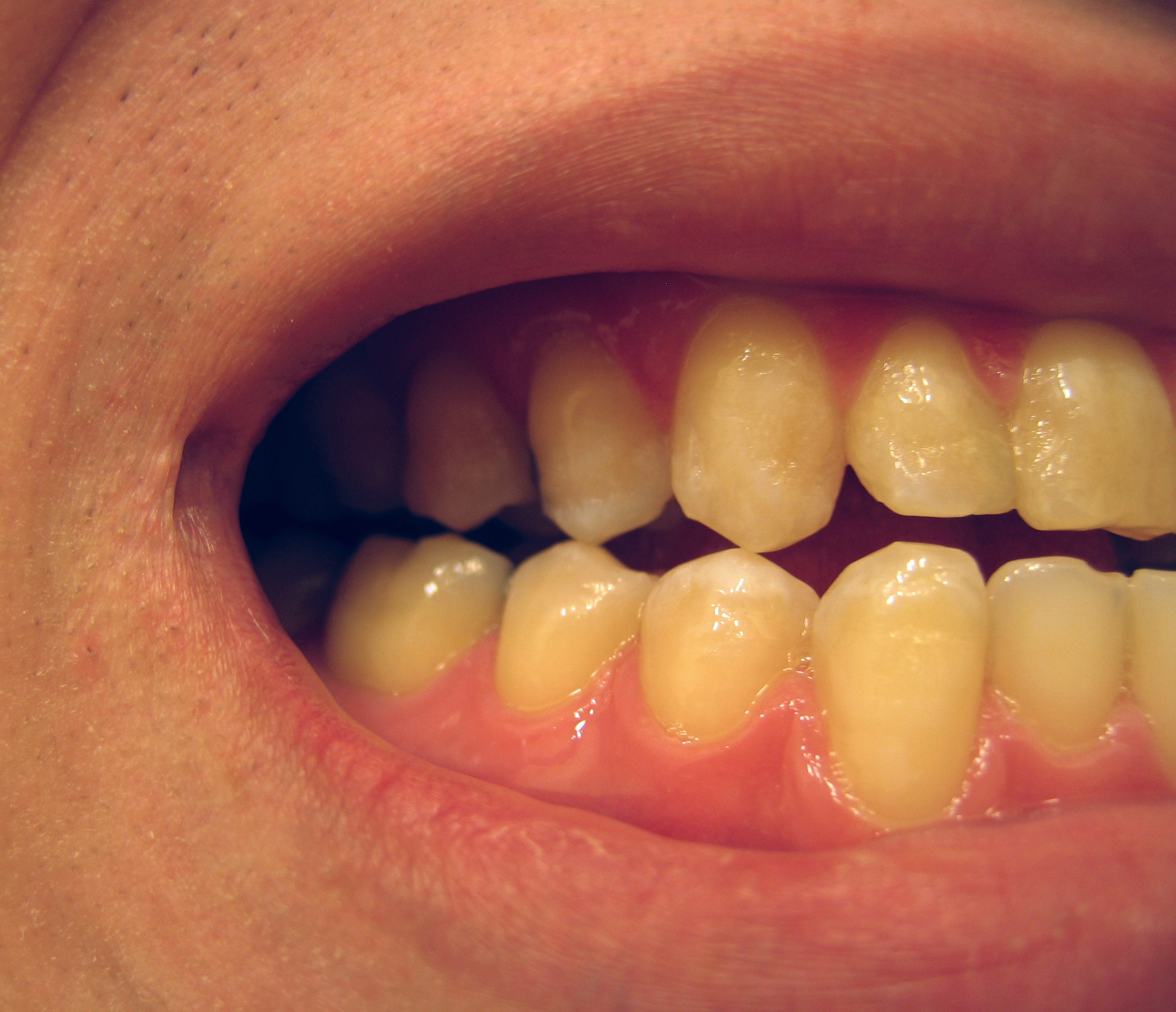
입 안 오른쪽의 치아. 교두의 끝 부분이 서로 맞닿아있다.

교두(咬頭)는 아래윗니가 서로 맞물리는 치아의 융기된 부분으로, 첨(尖) 또는 치아도드리라고도 한다.
각 송곳니마다 하나의 교두를 갖고 있으며, 각 앞어금니마다 두 개의 교두를 갖고 있고, 각 어금니마다 네 개에서 다섯 개의 교두를 갖고 있다. 평균적으로 상악의 어금니 (특히 상악제1대구치)는 카라벨리의 교두라고 불리는 위턱뼈에 위치한 다섯 번째 교두를 갖고 있다.

## 참고 문헌
- Ash, Major M.; Nelson, Stanley. WHEELER'S DENTAL ANATOMY, PHYSIOLOGY AND OCCLUSION, 8th edition.